# Clark Glymour
Clark Glymour é professor do Departamento de Filosofia da Universidade Carnegie Mellon.

## Publicações

### Livros
- Theory and Evidence (Princeton, 1980)
- Examining Holistic Medicine (with D. Stalker), Prometheus, 1985
- Foundations of Space-Time Theories (with J. Earman), University of Minnesota Press, 1986
- Discovering Causal Structure (with R. Scheines, P. Spirtes and K.Kelly) Academic Press, 1987
- Causation, Prediction and Search (with P.Spirtes and R. Scheines), Springer, 1993, 2nd Edition MIT Press, 2001
- Thinking Things Through, MIT Press, 1994
- Android Epistemology (with K. Ford and P. Hayes) MIT/AAAI Press, 1996
- The Mind's Arrows: Bayes Nets and Graphical Causal Models in Psychology, MIT Press, 2001
- Galileo in Pittsburgh Harvard University Press, 2010.

### Artigos
- When is a Brain Like the Planet?, Philosophy of Science, 2008.
- (com David Danks) Reasons as Causes in Bayesian Epistemology, Journal of Philosophy, 2008.
- Markov Properties and Quantum Experiments, in W. Demopoulos and I. Pitowsky, eds. Physical Theory and Its Interpretation: Essays in Honor of Jeffrey Bub, Springer 2006.
- (com Chu, T. and David Danks) Data Driven Methods for Granger Causality and Contemporaneous Causality with Non-Linear Corrections: Climate Teleconnection Mechanisms, 2004.
- Review of Phil Dowe and Paul Nordhoff: Cause and Chance: Causation in an Indeterministic World, Mind, 2005.
- (with Eberhardt, Frederick, and Richard Scheines). N-1 Experiments Suffice to Determine the Causal Relations Among N Variables, 2004.
- (com F. Eberhardt and R. Scheines), Log2(N) Experiments are Sufficient, and in the Worst Case Necessary, for Identifying Causal Structure, UAI Proceedings, 2005
- (com Handley, Daniel, Nicoleta Serban, David Peters, Robert O'Doherty, Melvin Field, Larry Wasserman, Peter Spirtes, and Richard Scheines), Evidence of systematic expressed sequence tag IMAGE clone cross-hybridization on cDNA microarrays, Genomics, Vol. 83, Issue 6 (June, 2004), 1169-1175.
- (com Handley, Daniel, Nicoleta Serban, and David G. Peters). Concerns About Unreliable Data from Spotted cDNA Microarrays Due to Cross-Hybridization and Sequence Errors, Statistical Applications in Genetics and Molecular Biology, Vol. 3, Issue 1 (October 6, 2004), Article 25.
- Comment on D. Lerner, The Illusion of Conscious Will, Behavioral and Brain Sciences, in press.
- Review of Joseph E. Early, Sr. (Ed.): Chemical Explanation: Characteristics, Development, Autonomy, Philosophy of Science, Vol. 71, No. 3 (July, 2004), 415-418.
- (com Spirtes, and Peter Glymour). Causal Inference, Encyclopedia of Social Science, in press
- We believe in freedom of the will so that we can learn, Behavioral and Brain Sciences, Vol. 27, No. 5 (2004), 661-662.
- The Automation of Discovery, Daedelus, Vol. Winter (2004), 69-77.
- (com Serban, Nicoleta, Larry Wasserman, David Peters, Peter Spirtes, Robert O'Doherty, Dan Handley, and Richard Scheines). Analysis of microarray data for treated fat cells, (2003).
- (com Danks, David, and Peter Spirtes). The Computational and Experimental Complexity of Gene Perturbations for Regulatory Network Search, (2003).
- (com Silva, Ricardo, Richard Scheines, and Peter Spirtes). Learning Measurement Models for Unobserved Variables, UAI '03, Proceedings of the 19th Conference in Uncertainty in Artificial Intelligence, August 7–10, 2003, Acapulco, Mexico (2003), 543-550.
- (com Danks, David and Peter Spirtes). The Computational and Experimental Complexity of Gene Perturbations for Regulatory Network Search, Proceedings of IJCAI-2003 Workshop on Learning Graphical Models for Computational Genomics, (2003), 22-31.
- (com Frank Wimberly, Thomas Heiman, and Joseph Ramsey). Experiments on the Accuracy of Algorithms for Inferring the Structure of Genetic Regulatory Networks from Microarray Expression Levels, International Joint Conference on Artificial Intelligence Workshop, 2003
- A Semantics and Methodology for Ceteris Paribus Hypotheses, Erkenntnis, Vol. 57 (2002), 395-405.
- Review of James Woodward, Making Things Happen: A Theory of Causal Explanation, British Journal for Philosophy of Science, Vol. 55 (2004), 779-790.
- (com Fienberg, Stephen, and Richard Scheines). Expert statistical testimony and epidemiological evidence: the toxic effects of lead exposure on children, Journal of Econometrics, Vol 113 (2003), 33-48.
- Learning, prediction and causal Bayes Nets, Trends in Cognitive Science, Vol. 7, No. 1 (2003), 43-47.
- (com Alison Gopnik, David M. Sobel, Laura E. Schulz, Tamar Kushnir, and David Danks). A theory of causal learning in children: Causal maps and Bayes nets, Psychological Review, Vol. 111, No. 1 (2004).
- e muitas outras publicações anteriores a 1970.